# 蕭鎋
蕭鎋（?—?），东海郡兰陵县中都乡中都里人。
永嘉之乱，他随父亲淮阴县令萧整过江居住在晋陵郡武进县之东城里。北方人寓居江左，侨置本土，加以南名，于是萧鎋家族为南兰陵兰陵人。萧鎋官居济阴郡太守，其玄孙是南梁武帝萧衍。他的哥哥萧隽是南齐高帝萧道成的曾祖父。
- 子：州治中从事萧副子
- 孙：南台治书侍御史萧道赐
- 曾孙：萧顺之
- 玄孙：梁武帝